# كرزنو
كرزنو رأيت لأخرى أماكن مع ال نفسه اسم، كرزنو (إزالة التباس).
كرزنو إكسنوف مدينة في جنوب بولندا مع 39,704 ساكنات (2006). هو وضعت في ال لسّر بولندا فويفودشيب (منذ 1999) والرأس مال من كرزنو إقليم.

## توأمة
لكرزنو اتفاقيات توأمة مع كل من:
- إيفانو-فرانكيفسك (16 فبراير 2001 - )[9]
- هارنيس (1981 - )[10]
- Nyékládháza [الإنجليزية]‏ منذ (1998 - )[11]

## أعلام
- ماتيوز كوالتشيك
- أندريه جرابوسكي